# Poa mairei
Poa mairei är en gräsart som beskrevs av Eduard Hackel. Poa mairei ingår i släktet gröen, och familjen gräs. Inga underarter finns listade i Catalogue of Life.